# Джилиан Флин
Джилиан Флин (на английски: Gillian Schieber Flynn) е американска писателка на психологически трилъри.

## Биография и творчество
Джилиан Шийбър Флин е родена на 24 февруари 1971 г. в Канзас, щата Мисури, в семейството на университетски преподаватели – майка ѝ Джудит води лекции по литература, а баща ѝ Едуин – по творческо слово и киноизкуство. Детството ѝ в родния град е прекрасно и е запълнено с четене на книги и гледане на различни филми. Това я кара да обикне литературата и сама да започне да твори. Още на 8 години написва първата си работа, която също е в „тъмни“ краски, както и следващите и произведения. Учи в училищата „Swinney“, „Volker“, „Lincoln“ и в гимназията „Bishop Miege“. Въпреки многолюдното си семейство е срамежлива и писането ѝ се удава повече от говоренето. Тя обаче не се срамува да върши нещо извън гимназията и работи на различни места – като опаковане на шунка или реклама на кисело мляко. Учи в Университета в Канзас (с преподавател писателката Каролин Доти), където получава бакалавърска диплома по английски език и журналистика. С подкрепата на родителите си учи и киноизкуство.
В началото на 1990 г. Джилиан Флин се отправя към Лос Анджелис, където намира работа и прекарва две години в писане на статии за човешките ресурси за търговско списание, след което заминава в Северозападния университет в Чикаго и завършва с магистърска степен по журналистика. Там се запознава с бъдещия си съпруг, Брет Нолан, адвокат. Докато учи се опитва, но разбира, че не може да бъде криминален репортер, но има познанията и маниакалната страст към киното. Заминава за кратка специализация в Северозападния университет във Вашингтон. Работи на свободна практика за различни списания в Ню Йорк и Лос Анджелис, като „U.S. News & World Report“, и показва добри способности като телевизионен критик. Връща се в Чикаго през 1998 г. и десет години работи за седмичника „Ентъртейнмънт Уикли“. Това и дава възможност да пътува и да присъства на снимачни площадки из целия свят. През последните четири години в „Ентъртейнмънт Уикли“ пише критика за телевизионни предавания (ТВ шоу „The Wire“).
Докато работи Джилиан Флин започва да пише роман, като използва вечерите и почивните дни, или по време на пътуванията си. Литературно влияние и оказват произведенията на Джойс Каръл Оутс и Денис Лихейн.
Дебютният ѝ роман „Sharp Objects“ (Остри неща) излиза успешно през 2006 г. Той е номиниран за наградите „Едгар“ и „Бари“ и печели две британски награди „Дагър“, които ежегодно се присъждат за най-добър криминален роман и най-добър първи криминален роман. Така влиза в историята на „Дагър“, като първата книга, която печели две награди в една година.
В края на 2008 г. поради рецесията Джилиан Флин е съкратена от „Ентъртейнмънт Уикли“ и се отдава на писателското си (и майчино) поприще, което, както казва тя, е „доста страхотно“.
През 2009 г. е публикуван вторият ѝ роман „Dark Places“ (Тъмни места), който влиза в класацията за бестселъри на „Ню Йорк Таймс“. Изданието е забелязано и от „Ню Йоркър Ревю“, „Уикенд Тудей“, „Пъблишърс Уикли“ и „Чикаго Трибюн“. Той също е номиниран за наградата „Дагър“.
Третият ѝ роман „Не казвай сбогом“ излиза през 2012 г. и заема челните места на класациите, а критиците го обявяват за една от книгите на годината. Номиниран е за наградата „Дагър“ и печели наградата „Black Quill“ за черен роман на годината.
Книгите ѝ веднага привличат вниманието на филмопроизводителите и са закупени правата за тях. Романът „Мрак“ е екранизиран с режисьор Жил Паке-Бренер и с участието на звездата Ейми Адамс, а „Не казвай сбогом“, продукция на „20th Century Fox“ е с участието на Розамунд Пайк.
Романите на Флин са публикувани в 28 страни.
Тя живее в Чикаго, в къща от 1893 г., със съпруга си Брет Нолан и синът им Флин. Макар да изглежда като героиня от филма „Сексът и градът“ тя не чете „чиклит“ литература.

## Произведения

### Самостоятелни романи
- Sharp Objects (2006) - награда „Иън Флеминг”
Отворени рани, изд.: ИК „ЕРА“, София (2018), прев. Марин Загорчев
- Dark Places (2009)
Мрак, изд.: ИК „ЕРА“, София (2013), прев. Надежда Розова
- Gone Girl (2012)
Не казвай сбогом, изд.: ИК „ЕРА“, София (2012), прев. Надежда Розова

### Новели
- The Grownup (2015)